# Odderon
A részecskefizikában az odderon a páratlan-gluonos állapotok tünékeny családjának felel meg, háromgluonos állapot a leggyakoribb. Amikor a protonok nagy energiájú protonokkal vagy antiprotonokkal rugalmasan ütköznek, páros, vagy páratlan számú gluonokat cserélnek. A páros számú gluon cseréje a pomeron cserének felel meg, ez a rugalmas proton-proton és proton-antiproton szórás keresztező-páros része, míg az odderon csere a rugalmas szórási amplitúdójában egy keresztező-páratlan tagnak felel meg. A keresztezés itt azt jelenti, hogy az ütközésbe bemenő protont keresztezzük, kicseréljük egy az ütközésből kirepülő antiprotonnal, azaz a rugalmas proton-proton ütközések és a rugalmas proton-antiproton ütközések között a keresztezés kapcsolatot teremt. Körülbelül 48 évbe telt megtalálni az odderon csere határozott jelét.

## Leírása
A rugalmas ütközések során a szórt részecskék azonossága nem módosul, nem keletkeznek gerjesztett állapotok és/vagy új részecskék. A TOTEM kísérlet a teraelektronvolt (TeV) energiatartományban mérte meg a rugalmas proton-proton ütközések adatait az Európai Nukleáris Kutatási Szervezet (CERN) Nagy Hadronütköztető (LHC) gyorsítójában. A D0 kísérlet pedig a proton-antiproton ütközések adatait mérte meg ugyanennek a TeV-es energiatartománynak az alsó szélén, a TOTEM adatoknál valamivel kisebb energiákon. A CERN-i ISR gyorsítónál is keresték korábban az 53 GeV-os ütközési energiákon az odderon csere nyomait, azonban ezeken az energiákon a pomeron és az odderon – csere mellett még más, úgynevezett reggeoncsere is szerepet játszhat. A proton-proton ütközések megfigyelt jellemzői nem egyeztek a proton-antiproton ütközések jellemzőivel a TeV-es energiák tartományában, ahol már csak a pomeron és az odderon cseréje adhat jelentős járulékot. Tehát létezik a rugalmas kölcsönhatást közvetítő részecskék egy családja (Regge trajektória), az odderon, amely a TeV-es energiák tartományában az egyetlen lehetséges oka a proton-proton és a proton-antiproton rugalmas szórási adatok különbségének.
A TOTEM pp adatok √s = 7 TeV-ról és 2,76-ról 1,96 TeV-ra való átskálázásával, valamint a D0 proton-antiproton adatokkal 1,96 TeV-on történő összehasonlításával nyert eredmények bizonyítékot szolgáltatnak a t-csatornás odderon cseréjéről TeV energiákon, melynek statisztikus szignifikanciája legalább 6,26 σ. A nyilvános adatok metaanalízisét egy elméleti elemzés követte, amely az odderon megfigyelés statisztikai szignifikanciáját legalább 7,08 σ-re emelte.  A D0 és a TOTEM kísérleti együttműködések a TOTEM proton-proton adatokat a diffrakciós minimum és maximum tartományban 13, 8, 7 és 2,76 TeV-ről 1,96 TeV-re extrapolálták, és ezt összehasonlították a D0 adatokkal 1,96 TeV-nál ugyanabban a t-tartományban. Ez az elemzés legalább 3,4 σ odderon szignifikanciát talált. A TOTEM-kísérlet 13 TeV tömegközépponti ütközési energián és t=0-nál mért kísérleti adatokat elméleti jóslatokkal összehasonlítva 3,4-4,6 σ értékű odderon szignifikanciát kapott, ezt  a D0-TOTEM összehasonlítással kombinálva  ez az elemzés legalább 5,2 σ felfedezési szintű odderon szignifikanciát eredményezett.
| Család:                          | Hadron |
| Keresztező-páratlan megfelelője: | Pomeron |
| Összetétel:                      | Páratlan számú gluon |
| Szimbólum:                       | O |
| Kölcsönhatások:                  | erős |
| Előfordulása:                    | t-csatorna csere rugalmas proton-proton és proton-antiproton ütközésekben nagy energiáknál                                                                                               |
| Alkalmazások:                    | Nagy energiájú részecskefizika |
| Javasolta:                       | Basarab Nicolescu, Leszek Lukaszuk 1973 októberében |
| Felfedezte:                      | Csörgő Tamás, Novák Tamás, Roman Pasechnik, Ster András és Szanyi István, 2021 februárjában Csörgő Tamás és Szanyi István 2021 júliusában D0 és TOTEM együttműködések 2021 augusztusában |

## Felfedezése
Az első tanulmány az esetleges Odderon-csere elméleti előrejelzéséről Basarab Nicolescu és Leszek Lukaszuk publikációja, ami 1973-ban jelent meg. Az odderon nevet 1975-ben D. Joynson, E. Leader, B. Nicolescu és C. Lopez találta ki. Az odderon csere hasonló, de publikálatlan lehetőségét már 1972-ben javasolta Robert Peschanski és A. V. Efremov. 48 évvel később, 2021 februárjában egy négy magyar és egy svéd tudósból álló csoport statisztikailag szignifikáns, 5 σ-nál nagyobb bizonyítékot publikált a tünékeny odderon cseréjére. A magyar témavezető Csörgő Tamás volt, a kutatócsoport tagja volt Roman Pasechnik a lundi egyetemről, Svédországból, Novák Tamás, Ster András és Szanyi István Magyarországról.  Az elemzett proton-proton adatokat korábban a CERN LHC-gyorsítójában működő TOTEM kísérletek, míg a proton-antiproton rugalmas szórási adatokat korábban a Tevatron gyorsítónál működő D0 együttműködés tette közzé a Fermilabnál.
A 2021. februárjában publikált, statisztikusan szignifikáns, 5 σ-nál nagyobb odderon-csere jelről szóló magyar-svéd tanulmány közkincs adatok metaanalízise volt, amely közvetlenül hasonlította össze a már publikált, nyilvánosan elérhető kísérleti adatokat, egy új skálázási módszert alkalmazva[1]. A nyilvánosan és bárki számára elérhető elemzett adatokat a CERN LHC TOTEM kísérlete és a Fermilab Tevatron gyorsítójának D0 kísérlete tette már korábban közkinccsé. Ez a skálaelemzés egy új skálázási függvényt vezetett be, és megfigyelte, hogy egy korlátozott energiatartományban, amely magában foglalja az 1,96 TeV D0 energiát és a 2,76 és 7 TeV TOTEM energiákat. [1] Így közvetlen adat-adat összehasonlítást használt, és megmutatta, hogy a rugalmas proton-proton ütközések energiafüggetlen skálázási függvénye szignifikánsan eltér a rugalmas proton-antiproton ütközések skálázási függvényétől, így statisztikailag szignifikáns jelet ad a tünékeny odderon cseréjéről. Ezt a cikket 2021 júliusában Csörgő Tamás és Szanyi István elméleti tanulmánya is követte, az odderon megfigyelés statisztikai szignifikanciáját legalább 7,08 σ jelre növelve.[2] Ez a cikk egy korábban publikált elméleti modellt, az úgynevezett valós kiterjesztett Bialas-Bzdak modellt használta fel, hogy ne csak a rugalmas proton-proton szórási adatokat extrapolálja az LHC energiákból 1,96 TeV D0 energiára, hanem a rugalmas proton - antiproton szórási adatokat is extrapolálja 0,546 és 1,96 TeV-től a 2,76 TeV és 7 TeV LHC energiákig. A proton-proton adatok modellel történő kiértékelése növelte a bizonytalanságot és csökkentette az odderon jelet önmagában a proton-proton szórási adatokból, de ezt a csökkenést jócskán túlkompenzálta a modell azon képessége, hogy elméletileg értékelje a proton-antiproton szórást az LHC energiákon, ami a statisztikai szignifikancia általános növekedéséhez vezet 6,26-ról 7,08 σ jelre. Egy későbbi kísérleti cikkben a D0 és a TOTEM kísérletek 2021 augusztusában egy legalább 5,2 σ jelet tett közzé az odderon cseréhez. Ezt a statisztikus szignifikanciát a D0-TOTEM kísérletek úgy érték el, hogy két szignifikanciát kombináltak. Az első egy 3,4 σ jel volt, amelyet a diffraktív minimum és maximum környékén, nagy szórási szögeknél,  2.76, 7, 8 és 13 TeV energiákon mért TOTEM proton-proton szórási adatok 1.96 TeV-re történt  extrapolálásával és az 1.96 TeV energiákon mért D0 proton-antiproton szórási adatok összehasonlításából kaptak. Az odderon jelének a kiméréséhez azonos energiákon és hasonló szögeknél mért proton-proton és proton-antiproton rugalmas szórási adatokra lenne szükség, ilyen adatok azonban a TeV-es energiaskálán nem állnak rendelkezésre, ezért volt szükség a mért adatok 1.96 TeV-re történő extrapolációjára. Ezt a jelet egy másik, 3,4 - 4,6 σ szignifinanciájú jellel, melyet 13 TeV-nél, nagyon kicsi szórási szögeknél mért TOTEM adatok és elméleti modell-számítások eredményeinek összehasonlításából kaptak. Az első tanulmány az esetleges Odderon-csere elméleti előrejelzéséről Basarab Nicolescu és Leszek Lukaszuk publikációja, ami 1973-ban jelent meg. Az odderon nevet 1975-ben D. Joynson, E. Leader, B. Nicolescu és C. Lopez találta ki. Az odderon csere hasonló, de publikálatlan lehetőségét már 1972-ben javasolta Robert Peschanski és A. V. Efremov. 48 évvel később, 2021 februárjában egy négy magyar és egy svéd tudósból álló csoport statisztikailag szignifikáns, 5 σ-nál nagyobb bizonyítékot publikált a tünékeny odderon cseréjére. A magyar témavezető Csörgő Tamás volt, a kutatócsoport tagja volt Roman Pasechnik a lundi egyetemről, Svédországból, Novák Tamás, Ster András és Szanyi István Magyarországról. Az elemzett proton-proton adatokat korábban a CERN LHC-gyorsítójában működő TOTEM kísérletek, míg a proton-antiproton rugalmas szórási adatokat korábban a Tevatron gyorsítónál működő D0 együttműködés tette közzé a Fermilabnál.
A 2021. februárjában publikált, statisztikusan szignifikáns, 5 σ-nál nagyobb odderon-csere jelről szóló magyar-svéd tanulmány közkincs adatok metaanalízise volt, amely közvetlenül hasonlította össze a már publikált, nyilvánosan elérhető kísérleti adatokat, egy új skálázási módszert alkalmazva. A nyilvánosan és bárki számára elérhető elemzett adatokat a CERN LHC TOTEM kísérlete és a Fermilab Tevatron gyorsítójának D0 kísérlete tette már korábban közkinccsé. Ez a skálaelemzés egy új skálázási függvényt vezetett be, és megfigyelte, hogy egy korlátozott energiatartományban, amely magában foglalja az 1,96 TeV D0 energiát és a 2,76 és 7 TeV TOTEM energiákat is, ez a skálafüggvény nem függ az ütközés tömegközépponti energiájától. Így közvetlen adat-adat összehasonlítást használt, és megmutatta, hogy a rugalmas proton-proton ütközések energiafüggetlen skálázási függvénye szignifikánsan eltér a rugalmas proton-antiproton ütközések skálázási függvényétől, így statisztikailag szignifikáns jelet ad a tünékeny odderon cseréjéről.  Ezt a cikket 2021 júliusában Csörgő Tamás és Szanyi István elméleti tanulmánya is követte, az odderon megfigyelés statisztikai szignifikanciáját legalább 7,08 σ jelre növelve. Ez a cikk egy korábban publikált elméleti modellt, az úgynevezett valós kiterjesztett Bialas-Bzdak modellt használta fel, hogy ne csak a rugalmas proton-proton szórási adatokat extrapolálja az LHC energiákból 1,96 TeV D0 energiára, hanem a rugalmas proton - antiproton szórási adatokat is extrapolálja 0,546 és 1,96 TeV-től a 2,76 TeV és 7 TeV LHC energiákig. A proton-proton adatok modellel történő kiértékelése növelte a bizonytalanságot és csökkentette az odderon jelet a proton-proton szórási adatoknak az 1,97 TeV-es Tevatron energiára való extrapolálásából, de ezt a csökkenést jócskán túlkompenzálta a modell azon képessége, hogy elméletileg értékelje a proton-antiproton szórást az LHC energiákon, ami a statisztikai szignifikancia általános növekedéséhez vezet 6,26-ról 7,08 σ jelre. Egy későbbi kísérleti cikkben a D0 és a TOTEM kísérletek 2021 augusztusában egy legalább 5,2 σ jelet tett közzé az odderon cseréhez. Ezt a statisztikus szignifikanciát a D0-TOTEM kísérletek úgy érték el, hogy két szignifikanciát kombináltak. Az első egy 3,4 σ jel volt, amelyet a diffraktív minimum és maximum környékén, nagy szórási szögeknél,  2.76, 7, 8 és 13 TeV energiákon mért TOTEM proton-proton szórási adatok 1.96 TeV-re történt  extrapolálásával és az 1,96 TeV energiákon mért D0 proton-antiproton szórási adatok összehasonlításából kaptak. Az odderon jelének a kiméréséhez azonos energiákon és hasonló szögeknél mért proton-proton és proton-antiproton rugalmas szórási adatokra lenne szükség, ilyen adatok azonban a TeV-es energiaskálán nem állnak rendelkezésre, ezért volt szükség a mért adatok 1.96 TeV-re történő extrapolációjára. Ezt a jelet egy másik, 3,4 - 4,6 σ szignifinanciájú jellel, melyet 13 TeV-nél, nagyon kicsi szórási szögeknél mért TOTEM adatok és elméleti modell-számítások eredményeinek összehasonlításából kaptak.
Érdekességként említhető, hogy egy referált konferencia közleményben Csörgő Tamás, Novák Tamás, Roman Pasechnik, Ster András és Szanyi István 2020. június 16-án közölte a H(x) skálázás alapján kapott legalább 6,25 szigmás odderon csere jelet. Ennek a referált konferenciaanyagnak az adatait is tartalmazza az alábbi kronológiai táblázat.

## Az odderont felfedező cikkek kronológiája
| Szerzők                                                                | Publikálásra beküldve | Közlésre elfogadva | Publikálva    | Cikk hivatkozása                         |
| ---------------------------------------------------------------------- | --------------------- | ------------------ | ------------- | ---------------------------------------- |
| Csörgő Tamás, Novák Tamás, Roman Pasechnik, Ster András, Szanyi István | 2020.04.15.           | 2020.05.11. (v2)   | 2020.06.16.   | EPJ Web of Conferences 235, 06002 (2020) |
| Csörgő Tamás, Novák Tamás, Roman Pasechnik, Ster András, Szanyi István | 2019. 12. 29.         | 2021. 01. 12.      | 2021. 02. 23. | Eur. Phys. J. C 81, 180 (2021)           |
| Csörgő Tamás és Szanyi István                                          | 2020. 08. 06.         | 2021.06. 25.       | 2021. 07. 13. | Eur. Phys. J. C 81, 611 (2021)           |
| D0 és TOTEM kísérleti együttműködések                                  | 2020. 12. 07.         | 2021. 06. 10.      | 2021.08.04    | Phys. Rev. Lett. 127, 062003(2021)       |

## Az odderont felfedező cikkek szakirodalmi kritikája
A 2021. februárjában elsőként publikált, statisztikusan szignifikáns, 5 σ-nál nagyobb odderoncserejelről szóló magyar-svéd tanulmány közkincs adatok metaanalízise volt, amely közvetlenül hasonlította össze a már publikált, nyilvánosan elérhető kísérleti adatokat, egy új adategybeejtési módszert, a H(x) skálázást alkalmazva. Az eredmények kísérleti adatokból közvetlenül, modell-függetlenül származnak, egyetlen jelenleg ismert, az eredeti publikációban is említett kutatási kérdés, hogy az adategybeeső viselkedésnek, a H(x) skálázásnak az érvényességi tartományát csak modell-függő számításokkal sikerült alátámasztani 1,96 TeV-en.  Ennek a cikknek további nyilvános kritikája 2022 nyaráig nem ismert, ismeretes viszont, hogy a D0 és a TOTEM kísérlet ezt a publikációs elsőséget élvező eredményt cikkeiben illetve konferencia kiadványaiban 2022 nyaráig nem hivatkozta.
A 2021 júliusában másodikként publikált modell-függő odderon-csere jelet mutató tanulmányt, amely egy legalább 7,08 σ jelet talált, a ugyanazon szerzők a 8 TeV-os új TOTEM adatok elemzésével tovább erősítették, a szignifikanciát egy jelenleg elbírálásra váró kéziratban több, mint 35 σ –ra növelve. Ez a szignifikancia minden gyakorlati szempontból bizonyosságot jelent, mivel sokszorosan meghaladja az 5 σ felfedezési küszöb értékét.
A 2021 augusztusában publikált D0-TOTEM odderoncsere jelet igen erős szakmai kritika érte 2022 során. Donnachie és Landshoff a Physics Letters B-ben publikált közleményében megmutatta, hogy t = 0 közelében nem szükséges az Odderon-csere feltételezése a 13 TeV-es TOTEM adatok értelmezéséhez A D0-TOTEM által publikált legalább 5,2 odderoncsere jele két jel kombinációjából származott. Az első egy legalább 3,4 σ jel volt, amelyet a diffraktív minimum és maximum környékén, nagy szórási szögeknél, 2,76, 7, 8 és 13 TeV energiákon mért TOTEM proton-proton szórási adatok 1,96 TeV-ra történt extrapolálásával és az 1,96 TeV energiákon mért D0 proton-antiproton szórási adatok összehasonlításából kaptak. Ezt a jelet egyesítették egy másik, 3,4 - 4,6 σ szignifikanciájú jellel, melyet 13 TeV-nál, nagyon kicsi szórási szögeknél mért TOTEM adatok és elméleti modell-számítások eredményeinek összehasonlításából kaptak.
Erről a második D0-TOTEM által elfogadott odderon-csere jelről mutatta meg Donnachie és Landshoff, hogy a mérési adatok odderon-csere nélkül is pontosan értelmezhetőek, ezért ez a jel nem jel. Ezért a D0-TOTEM cikk eredményeiből csak az első, legalább 3,4 σ jel maradt érvényes 2022 nyaráig. Mivel ez a szignifikancia 5 σ alatti érték, ez már önmagában is kevés a a D0-TOTEM cikk felfedezési bizonyításának az érvényességéhez. Ráadásul még ez az eredmény is kérdéses: a 2021 júliusában publikált modell-függő analízisben már kiderült, hogy a proton-proton szórási adatok 1,96 TeV-re extrapolálásával és a D0 proton-antiproton adatokkal való összehasonlításával csak közelítőleg 2,0 σ szignifikanciájú jel nyerhető. A D0-TOTEM kísérlet által publikált majdnem teljesen modellfüggetlen módszerrel olyan módon nyertek nagyobb, közel 3,4 σ szignifikanciájú odderoncserejelet, hogy a ReBB típusú, a többszörös diffraktív szórás elméletén alapuló modelleket nem vették a számítások során figyelembe. Ezt erősíti meg egy teljesen modell-független elemzés előzetes preprint eredménye is, mely az 1,96 TeV-re extrapolált proton-proton adatok és a D0 proton-antiproton adatok különbségét a 2,2 – 2,6 σ szignifikanciájú tartományba becsli, közel 2,0 σ szignifikanciájú alsó korláttal.
A fentiek alapján 2022 nyaráig 3 cikk bizonyítja az odderoncserét a felfedezéshez szükséges, legalább 5 σ szignifikanciájú érvényes eredménnyel, ezek az, és cikkek. A 2022 szeptemberében megjelent cikk szerint az  odderoncsere felfedezése már nem valószínűség, hanem minden gyakorlati szempont szerint bizonyosság. A kutatások és a kritikák, szakmai viták várhatóan tovább folytatódnak, de úgy tűnik, hogy a szakmai vita nem az odderoncsere létezésének a megkérdőjelezésére, hanem az egyes bizonyítások érvényességének a megkérdőjelezésére, és az odderon tulajdonságainak a feltárására fókuszál.

## Kitüntetések és elismerések az Odderon felfedezéséért
2021 áprilisában a CORDIS, az Európai Bizottság Közösségi Kutatási és Fejlesztési Információs Szolgálata ismerte el a magyar-svéd csapat 2021 februárjában publikált eredményét, a CERN-ben elért részecskefizikai mérföldkőnek nevezve azt. 50 évnyi kutatás után a fizikusok bizonyítékot találtak arra, hogy létezik a megfoghatatlan szubatomi részecskék családja (Regge-trajektória), amelyet odderonnak neveznek.
2021 szeptemberében a Nature kutatási ismertetést közölt a D0-TOTEM kísérletek 2021 augusztusi cikkéről, az Odderon-csere egyik felfedezéséről.
Szanyi Istvánt, az ELTE doktoranduszát 2021 szeptemberében az ELTE Márton Áron Speciális Kollégiuma elismerésben részesítette az odderon felfedezéséhez nyújtott hozzájárulásáért.
2021 októberében a 7. Femptoszkópia Napot a gyöngyösi MATE Károly Róbert Campusa, a Wigner Fizikai Kutatóközpont és az Eötvös Tudományegyetem közösen szervezte meg. Ezen a nemzetközi rendezvényen a magyar-svéd kutatócsoport tagjait: Csörgő Tamást, Novák Tamást, Ster Andrást, Szanyi Istvánt a MATE KRC-ről, a Wigner Fizikai Kutatóközponttól és az Eötvös Loránd Tudományegyetemről, valamint Roman Pasechniket a Lundi Egyetemről, Svédországból Odderon Felfedezéséért Elismerő Oklevéllel tüntette ki Bujdosó Zoltán, a MATE KRC főigazgatója.
Novák Tamás, a MATE Károly Róbert Campusának oktatója 2021 novemberében Magyarországon Heves Megyei Prima-díjat kapott az odderon felfedezésében való részvételéért.
2021 decemberében a CERN  a 2021-es legfontosabb fizikai eredményei között elsőként említette a D0 és a TOTEM kísérleti együttműködések cikkét az odderon-csere felfedezéséről.
2022 szeptemberében Christophe Royon, a kansasi egyetem különleges professzora, elnyerte a Mexikói Fizikai Társulat részecskefizikai és térelméleti osztályának aranyérmét, amely a legnagyobb elismerés Mexikóban a nagyenergiás fizika kutatásáért. A díjat az odderoncsere kutatásában betöltött vezető szerepe miatt ítélték oda, valamint azért, mert az LHC-ben ép protonokat felhasználó, standard modellen túli fizikát is tanulmányozott. Ez az eredmény nemzetközi együttműködést igényelt a D0 és a TOTEM kísérletei között az USA-ban található Tevratron laboratóriumban és a svájci CERN laboratóriumban. Christophe Royon kitüntetése egyben a mexikói csoportokkal a CMS-kísérlet és az orvosi fizika keretében nyújtott együttműködését is elismerte, melyekben mexikói és dél-amerikai diákokat irányított.[http:// https://indico.nucleares.unam.mx/event/1918/]

## Fontos angol nyelvű tudományos közlemények, amelyek az Odderon felfedezéséhez vezettek
- 1972: első - publikálatlan javaslat: A. V. Efremov, R. Peschanski http://inis.jinr.ru/sl/NTBLIB/JINR-E2-6350.pdf Archiválva 2022. január 23-i dátummal a Wayback Machine-ben
- 1973: első publikáció:L. Lukaszuk and B. Nicolescu  (1973. október 1.) „A possible interpretation of pp rising total cross-sections”. Lettere al Nuovo Cimento 8 (7), 405–413. o. DOI:10.1007/BF02824484.
- 1975: odderon elnevezése: Joynson, D., Leader, E., Nicolescu   (1975. december 1.) „Non-regge and hyper-regge effects in pion-nucleon charge exchange scattering at high energies”. Il Nuovo Cimento A 30 (3), 345–384. o. DOI:10.1007/BF02730293.
- 1980:  az odderon evolúciós egyenlete a QCD- ből: J. Kwiecinski, M. Praszalowicz  (1980. augusztus 11.) „Three gluon integral equation and odd C singlet Regge singularities in QCD”. Physics Letters B 94 (3), 413–416. o. DOI:10.1016/0370-2693(80)90909-0.
- 1985:  indikáció az odderon létezésére ISR energiákon, 3.35 sigma kísérleti effektus megtalálása:  (1985. május 20.) „Measurement of p p and pp Elastic Scattering in the Dip Region at s = 53 GeV”. Physical Review Letters 54 (20), 2180–2183. o. DOI:10.1103/PhysRevLett.54.2180. PMID 10031273.
- 1990: pomeron és az odderon az erős kölcsönhatás kvantum féle elméletében a QCDben: L. V. Lipatov (1990. november 15.) „Pomeron and odderon in QCD and a two dimensional conformal field theory”. Physics Letters B 251 (2), 284–287. o. DOI:10.1016/0370-2693(90)90937-2.
- 1999:  új odderon tengelymetszet a QCD-ből: R. A. Janik, J. Wosiek (1999. február 8.) „A Solution of the Odderon Problem”. Physical Review Letters 82 (6), 1092–1095. o. DOI:10.1103/PhysRevLett.82.1092.
- 2000:  odderon a QCD-ből rögzített csatolási állandókkal: J. Bartels, L.N. Lipatov, G. P. Vacca  (2000. március 23.) „A new odderon solution in perturbative QCD”. Physics Letters B 477 (1), 178–186. o. DOI:10.1016/S0370-2693(00)00221-5.
- 2003: odderon a kvantum-színdinamikában: C. Ewerz  (2003. június 17.) „The Odderon in Quantum Chromodynamics”.
- 2007:  Javaslat az odderon felkutatására a RHIC és az LHC adatainak a segítségével: Avila, R., Gauron, P. & Nicolescu, B. Eur. Phys. J. C 49, 581–592 (2007).    https://link.springer.com/article/10.1140/epjc/s10052-006-0074-9
- 2015:  Javaslat az odderon megkeresésére az LHC adatok segítségével: A. Ster, L. Jenkovszky, T. Csörgő  (2015. április 13.) „Extracting the Odderon from p p and p p scattering data”. Physical Review D 91 (7), 074018. o. DOI:10.1103/PhysRevD.91.074018.
- 2015: odderon a színes gluon üveg kondenzátumban: Y. Hatta, E. Iancu, K. Itakura, L. McLerran (2005. október 3.) „Odderon in the color glass condensate”. Nuclear Physics A 760 (1), 172–207. o. DOI:10.1016/j.nuclphysa.2005.05.163.
- 2019:  odderon a valós/imaginárius arányból nulla átadott  impulzusnál: E. Martynov and G. Tersimonov  (2019. december 27.) „Ratio ρ p p p p ( s ) in Froissaron and maximal odderon approach”. Physical Review D 100 (11), 114039. o. DOI:10.1103/PhysRevD.100.114039.
- 2019: a TOTEm legújabb eredményei új fizikára utalnak: I. Szanyi, L. Jenkovszky and N. Bence (2019. április 9.) „New physics from TOTEM's recent measurements of elastic and total cross sections”. Journal of Physics G: Nuclear and Particle Physics 46 (5), 055002. o. DOI:10.1088/1361-6471/ab1205.
- 2019:  odderon és a proton belső szerkezete a modell független Levy sorfejtés segítségével:  Csörgő, T., Pasechnik, R. & Ster  (2019. január 28.) „Odderon and proton substructure from a model-independent Lévy imaging of elastic pp and pp collisions”. The European Physical Journal C 79 (1), 62. o. DOI:10.1140/epjc/s10052-019-6588-8. PMID 30774536. PMC 6349816.
- 2019: odderon a TeVes energiájú differnciális hatáskeresztmetszetekből: Martynov, E., Nicolescu  (2019. június 1.) „Odderon effects in the differential cross-sections at Tevatron and LHC energies”. The European Physical Journal C 79 (6), 461. o. DOI:10.1140/epjc/s10052-019-6954-6.
- 2020:  Javaslat az odderon keresésére az LHC centrális exkluzív részecskekeltésében: Piotr Lebiedowicz, Otto Nachtmann, and Antoni Szczurek (2020. május 13.) „Searching for the odderon in p p → p p K + K − and p p → p p μ + μ − reactions in the ϕ ( 1020 ) resonance region at the LHC”. Physical Review D 101 (9), 094012. o. DOI:10.1103/PhysRevD.101.094012.
- 2020:  odderon a QCD-ből futó csatolási állandóval: J. Bartels,  C. Contreras, G. P. Vacca  (2020. április 28.) „The Odderon in QCD with running coupling”. Journal of High Energy Physics 2020 (4), 183. o. DOI:10.1007/JHEP04(2020)183.